# شیه باستیدا پاتریک

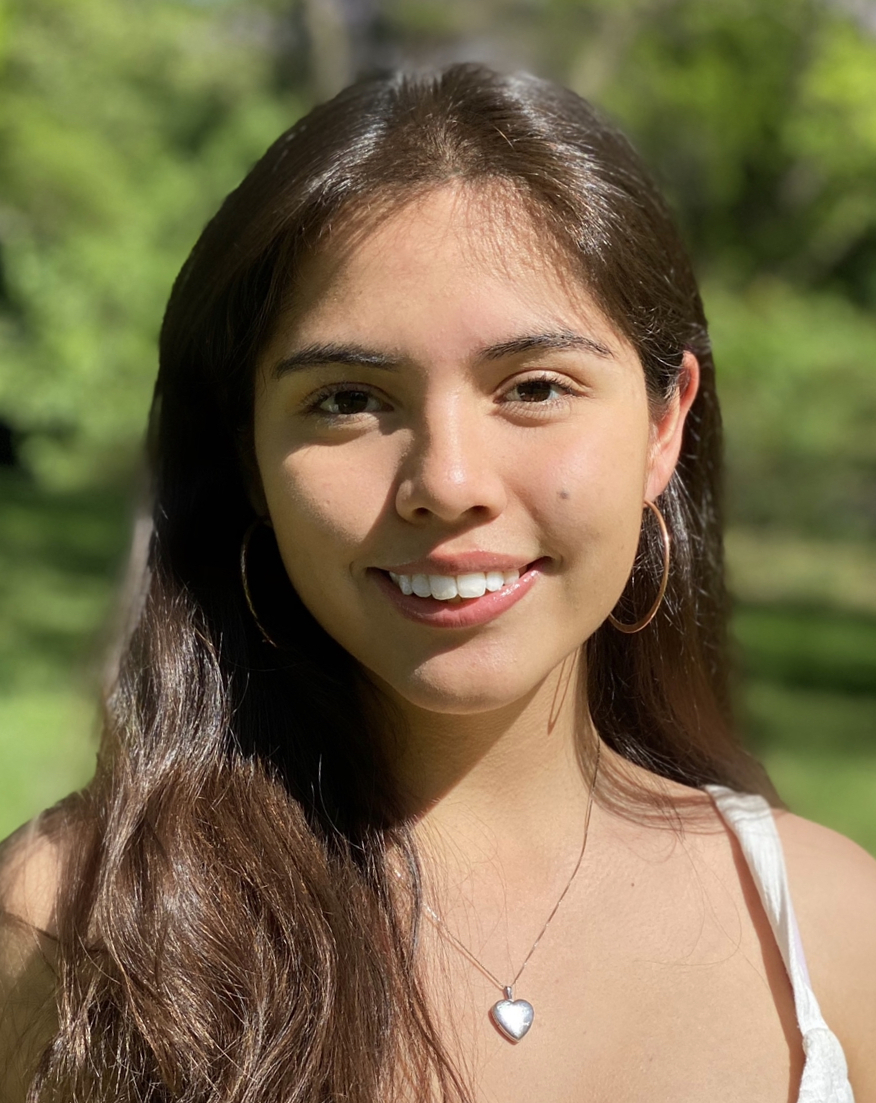
Xiye Bastida, 2020

شیه باستیدا پاتریک (زادهٔ ۱۸ آوریل ۲۰۰۲) است یک فعال آب و هوا مکزیکی و عضو جامعه بومی اوتومی است.
 او یکی از سازمان دهندگان عمده برای آینده شهر نیویورک است و صدای پیشرو  برای دید بومی و مهاجرت در فعال سازی آب و هوا بوده است.او در کمیته دولت جنبش و آب و هوا مردم و عضو سابق جنبش طلوع آفتاب و انقلاب انقراض است.

## اوایل زندگی
باستیدا در آتلاکوکولکو، مکسیکو از والدینی به نام‌های میندهای و جرالدین که طرفداران محیط زیست نیز هستند، متولد شد و در شهر سن پدرو تولتپک در لیرما بزرگ شد. پدرش از نوع اوتومی است در حالی که مادر شیلیائی او دارای پدر و مادر سلتیک است. باستیدا در حال حاضر دارای تابعیت دوگانه مکزیکی و شیلیایی است.
باستیدا و خانواده‌اش پس از جاری شدن سیل شدید در سال ۲۰۱۵ در پی سه سال خشکسالی به زادگاه شان سن پدرو تولتپک نقل مکان کردند.
باستیدا به مکتب بیکن رفت. او در سال ۲۰۲۰ در دانشگاه پنسیلوانیا ثبت نام کرد.
باستیدا با یک باشگاه محیط زیست شروع به کار کرد. باشگاه در سالن شهر آلبانی و نیویورک اعتراض کرد و برای قانون حفاظت از رهبران آب و هوا و جامعه (CLCPA) و لایحه ساختمان های کثیف لابی کرد. پس از آن او در مورد گرتا تونبرگ و حملات آب و هوایی خود را شنیده بود.
باستیدا در نهمین مجمع جهانی شهری سازمان ملل متحد در مورد جهان شناسی بومی سخنرانی کرد و در سال ۲۰۱۸ جایزه "روح سازمان ملل متحد" را دریافت کرد.
باستیدا در اولین اعتصاب بزرگ آب و هوایی در شهر نیویورک در ۱۵ مارس ۲۰۱۹، دبیرستان خود را با نام مدرسه بیکن رهبری می کند.  او و اسکندریه ویلاسنیور به هنگام ورود از اروپا در سپتامبر ۲۰۱۹ رسماً از تونبرگ استقبال کردند تا در نشست اقلیم سازمان ملل شرکت کنند.
"Greta Thunberg" از کشور خود را کاهش می‌دهد تجربه شخصی و مبارزات فردی گرتا".
جوانان و نوجوان  در دسامبر ۲۰۱۹ یک مستند کوتاه را در مورد باستیدا منتشر کرد. باستیدا همچنین با فیلم 2040 همکاری کرده است تا ویدیوی کوتاهی به نام تصور کنید آینده در حال بررسی این است که مناظر و مناطق شهری در آینده چه شکلی می توانند باشند.
باستیدا  همه ما می توانیم به نجات کمک کرد، یک آنتولوژی از زنان نوشتن در مورد تغییرات آب و هوایی. او اخیراً در نشست رهبری اقلیم به میزبانی دولت بایدن سخنرانی کرد و از رهبران جهان خواست تا در فعالیت های اقلیمی بیشتر شرکت کنند.
در حالی که قادر به رای دادن در ایالات متحده به عنوان او یک شهروند آمریکایی نیست، بستیدا نشان داد حمایت از سناتور ماساچوست الیزابت وارن در انتخابات ریاست جمهوری 2020، هر چند تاکید بر دو حزبی جنبش آب و هوا داشت..